# Důl Centrum
Důl Centrum je uzavřený hnědouhelný hlubinný důl, který nacházel v katastrálním území Dolní Jiřetín v okrese Most. Provoz dolu skončil v roce 2016 jako v předposledním hlubinném hnědouhelném dole v Česku. Kolmé jámy hlubinného dolu Centrum C1 a C2 byly poslední provozované hnědouhelné šachty v ČR. Některé provozní budovy dolu jsou chráněné jako kulturní památka ČR včetně těžních věží a těžních strojů.

## Historie
Důl založila vídeňská Anglo-rakouská banka v roce 1888, kdy byla vyhloubena jáma Centrum I s kruhovým průřezem, průměrem 3,8 metru a hloubkou 166,63 metru. V létě následujícího roku v dole zahájili těžbu, ale protože chyběla třídírna a napojení na železnici, muselo se vytěžené uhlí ukládat v areálu dolu. Roku 1890 nový důl získala Severočeská uhelná společnost z Mostu (Nordböhmische Kohlenwerk-Gesellschaft AG) provozující doly Centrum, Columbus, Germania, Herkules, Humboldt, Quido I-III podnikatele Ignáze Petschka.
Provozní budovy dolu se nachází v katastrálním území Dolní Jiřetín, ale jeho dolové pole zasahovalo do katastrálních území Čtrnáct Dvorců, Horní Jiřetín, Černice a Záluží. Sousedními doly byly Důl Radecký otevřený roku 1893 na severovýchodě (později Důl Kolumbus), Důl Julius III v Kopistech a Důl Nejedlý I na jihovýchodě. Jižně od Centra býval velkolom Obránců míru. Roku 1904 byl ukončen provoz v Dole Humboldt I a v roce 1933 uzavřeli z hospodářských důvodů také Důl Humboldt II. Jejich prostory byly připojeny k Dolu Centrum, jehož dobývací prostor tak dosáhl 604 hektarů.
Po roce 1938 se celý severočeský hnědouhelný revír po dobu druhé světové války sloučil do jedné společnosti SUBAG – Sudetenländische Bergbau AG – Sudetoněmecké důlní akciové společnosti, která byla součástí německého koncernu REIMAHG – Reichswerke AG Reichsmarschall Hermann Göring. Roku 1953 se prostor dolu rozšířil na 779 hektarů připojením části tzv. volného pole a v roce 1966 byl spojovacím překopem spojen s tehdy uzavřeným Dolem Kolumbus, z něhož se od té doby vytěžené uhlí dopravovalo na Důl Centrum.
V devadesátých letech dvacátého století byl Důl Centrum spolu s Dolem Kohinoor II a lomem Ležáky zařazen do útlumového programu Mostecké uhelné, která jej převedla na svou společnost Důl Kohinoor. Těžba v Dole Kohinoor skončila v roce 2003 a o rok později jej spolu s lomem Ležáky koupil Palivový kombinát Ústí nad Labem. Důl Centrum se tak stal předposledním  funkčním hnědouhelným dolem (a posledním funkčním hnědouhelným dolem, který byl otevřený šachtou) v Česku. Těžba v  dole Centrum skončila v dubnu roku 2016. Těžba měla být ukončena již v roce 2008, ale bylo rozhodnuto o jejím prodloužení. V té době v dole pracovalo asi 300 zaměstnanců a roční produkce dosahovala asi 280 tisíc tun kvalitního uhlí. Majitel dolu v té době neúspěšně jednal s vládou ČR o případné konzervaci dolu, kterou podporovali také starostové okolních obcí. Důl byl likvidován a jámy dolu byly zasypány zpevněným zásypem z energosádrovce. Jámy dolu proto byly zasypány směsí sádrovce a popílku, aby nedocházelo k únikům methanu na povrch a aby do podzemí nepronikal kyslík, který by mohl způsobit samovznícení uhelné sloje. Část zaměstnanců po uzavření dolu Centrum přešla do velkolomu ČSA, kde v hlubinném dole pod závěrnými svahy velkolomu ČSA do dubna 2020 těžila stěnováním a chodbicováním část zásob uhlí v bočních svazích lomu. Hlubinný důl pod závěrnými svahy velkolomu ČSA byl poslední hlubinný hnědouhelný důl v Česku.

## Těžba
V Dole Centrum se těžilo hnědé uhlí uložené v hlavní sloji rozdělené do tří lávek. Spodní část sloje s mocností tři až čtyři metry tvořila směs uhlí, uhelných jílů, šedých a hnědých jílů. Využívala se pouze k ražení chodeb. Střední část sloje, která byla hlavním předmětem dobývání, je mocná 20–25 metrů. Uhlí v ní obsahovalo průměrně 6,72 % popela, zatímco ve spodní a svrchní části sloje dosahovalo množství popela hodnot 26–29 %. Svrchní část je mocná jeden až dva metry a obsahuje především uhelné jíly s proslojkami uhlí.
Samotná těžba probíhala v různých obdobích řadou dobývacích metod, ke kterým patřily různé druhy komorování a stěnování. K těžbě sloužily jámy Centrum I a Centrum II. Jáma Centrum I (tzv. Stará jáma) dosáhla hloubky 170,13 metru s průměrnou mocností nadloží 141 metrů. Jáma Centrum II začala být hloubena roku 1954 a dosáhla hloubky 173,73 metru. Její průměr byl 5,5 metru a byla vybavena těžním zařízením s dvojetážovými klecemi pro čtyři vozy s objemem 1,32 m³. Mocnost nadloží jámy byla 138 metrů. Roku 1910 byla do hloubky 157,1 metru vyhloubena výdušná jáma XII.

## Památková ochrana
Roku 2001 byla část dolu zapsána na seznam kulturních památek. Památkově chráněnými se staly jámová budova a těžní věž C1, jámová budova a těžní věž C2 s oběhem vozů, koupelny a správní budova, povrchové zásobníky včetně technického zařízení (třídírna), strojovna C2 a dílny.